# Prempeh II.

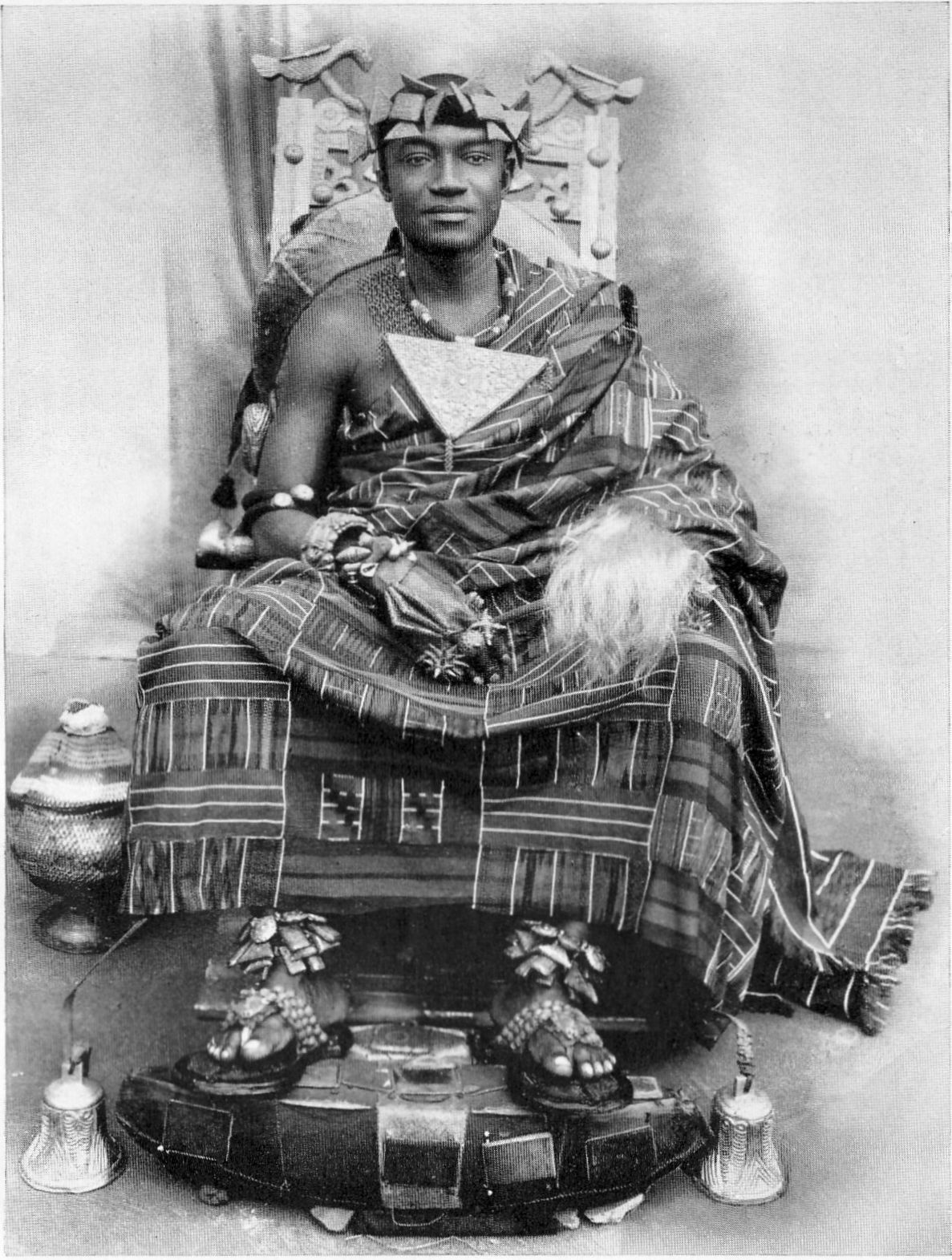
Prempeh II.

Prempeh II. (* 1892; † 27. Mai 1970) bzw. Otumfuo Nana Sir Agyeman Prempeh II. war von 1935 bis 1970 der 14. König des Reichs der Aschanti im heutigen Ghana.

## Kindheit und Jugend
Prempeh II. wurde unter dem Namen Kwame Keretwie in Kumasi, der Hauptstadt des Reiches, geboren und später unter dem christlichen Namen Edward Owusu getauft. Seine Mutter Nana Akua Bakoma war eine Tochter der Königin der Aschanti. Vier Jahre nach seiner Geburt zerschlugen die Briten das Aschantireich, verschleppten den damaligen Asantehene Prempeh I. in ihre Kolonie Sierra Leone bzw. auf die Seychellen und erklärten das Gebiet der Aschanti zum Protektorat.
Der spätere Prempeh II. besuchte von 1907 bis 1915 die methodistische Weslayan Methodist School in Kumasi und war anschließend als Händler in verschiedenen Teilen des Landes aktiv. Er war eines der Gründungsmitglieder der Asante Kotoko Union, die, ursprünglich eine literarische Gesellschaft, bald in der Kampagne für die Rückkehr Prempeh I. aktiv war. 1924 erlaubten Briten seinem Vorgänger Prempeh I. zwar die Rückkehr in seine Heimat, die nun Teil der britischen Kolonie Goldküste war, jedoch nur als Kumasihene, Herrscher von Kumasi, nicht als König der Aschanti.

## Herrscher unter britischer Kolonialregierung
Prempeh II. konnte daher 1931 auch nur die Nachfolge Prempehs I. als Kumasihene antreten. 1933 wurde das Königreich der Aschanti jedoch als traditionelles Königreich unter britischer Herrschaft wieder errichtet und 1935 Prempeh II. als Asantehene inthronisiert. Prempeh II. erreichte auf diplomatischem Wege die Rückgabe der „Kronlande“ des Aschantireiches, also der dem Goldenen Stuhl gehörenden Ländereien. Prempeh II. setzte sich für die Integration der Aschantigebiete in die Kolonie Goldküste ein. 1947 erhielt er von den Briten die Ritterwürde Commander of the British Empire.

## Asantehene im unabhängigen Ghana
Prempeh II. hatte sich in der Phase vor der Unabhängigkeit des Landes 1957 keiner der konkurrierenden politischen Parteien angeschlossen. Kwame Nkrumah, der charismatische und machtbewusste Präsident des nun unabhängigen Ghanas sah in dem Aschantiherrscher jedoch eine starke und seinen politischen Ideen des Panafrikanismus und Afrikanischen Sozialismus zuwider arbeitende Konkurrenz und bemühte sich nach Kräften, dessen Macht zu beschneiden. 1958 wurde dem Asantehene das Stool-Land wieder entzogen und die Brong Ahafo Region aus der Ashanti Region ausgegliedert. Prempeh II. bemühte sich jedoch erfolgreich, dem Eindruck entgegenzuwirken, dass er ein Unterstützer der mit Nkrumahs Convention People’s Party konkurrierenden Partei National Liberation Movement sei und Anfang der 60er Jahre hatte sich das Verhältnis zwischen den beiden mächtigsten Männern Ghanas entspannt.
Als 1969 das National House of Chief, eine Art Oberhaus, in dem die wichtigsten traditionellen Oberhäupter Ghans einen Sitz hatten, gegründet wurde, wurde Prempeh II. sein erster Präsident. Kurz vor seinem Tod erhielt er den zweithöchsten zivilen Orden des Landes, den Order of the Volta.